# コスモス1号 (ソ連)
コスモス1号（ロシア語: Космос 1、DS-2 #1）はソビエト連邦が1962年3月16日に打上げた人工衛星である。西側ではスプートニク11号と呼ばれる場合もある。
コスモス衛星の名を与えられた最初の衛星であり、ドネプロペトロフスク・スプートニク（DS）計画において軌道到達に成功した初の衛星でもある。主なミッションは打上げロケット性能測定、および電離層研究を行うことであった。

## 概要
ロケットにはコスモス2I 63S1（s/n 6LK）が使用された。これはコスモス2I3度目の打上げで、初の打上げ成功であった。
打上げはカプースチン・ヤールマヤーク発射施設（Mayak Launch Complex）第2射点より行われ、1962年3月16日11時59分（GMT）にロケットが発射された。
コスモス1号は近地点207 km、遠地点649 km、軌道傾斜角49度、公転周期93.1分の低軌道に投入され、同年5月25日に軌道減衰して消滅した。
コスモス1号は最初に打上げられたDS-2型衛星である。DS-2はDS-1のアビオニクスシステムを省略したスケールダウンバージョンであった。2機目は1964年12月1日に打上げられたが、ペイロードフェアリング分離に失敗し、軌道へは到達しなかった。DS-2は結局この2機だけで終わった。